# حق پناهندگی

پناهجویان براساس کشور مبدأ در سال ۲۰۰۹.
۴۰٬۰۰۰ پناهجو
۳۰٬۰۰۰ پناهجو
۲۰٬۰۰۰ پناهجو
۹٬۰۰۰ پناهجو
<۱۰٬۰۰۰ پناهجو (یا داده‌ای وجود ندارد)

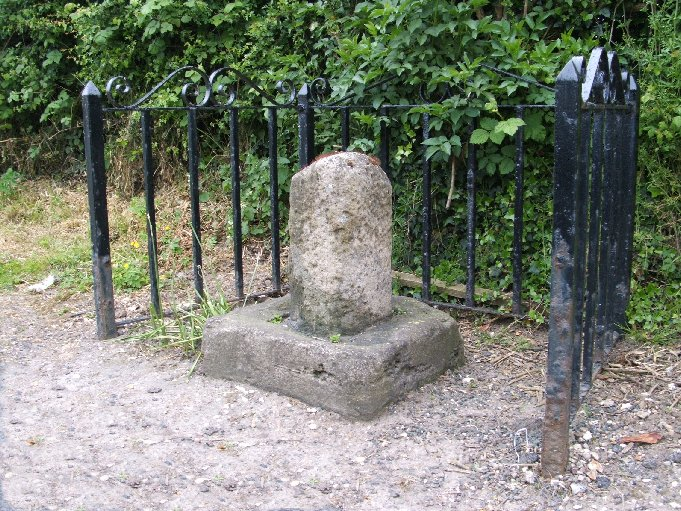
نماد سنگی باقی‌مانده از قرون وسطی یکی از چهارنشان پناهگاه سنت جان بورلی در شرق یورکشایر

حق پناهندگی (انگلیسی: Right of asylum)؛ (برخی اوقات حق پناهندگی سیاسی گفته می‌شود و واژه آن در یونان باستان ἄσυλον نامیده می‌شد) یک مفهوم حقوقی کهن در مورد فردی است که در کشور خود مورد آزار و اذیت قرار گرفته‌است.

## تعریف کهن
هرگاه فردی در کشور خود مورد آزار و اذیت قرار گرفته باشد، این فرد ممکن است هنگامی‌که در قلمرو دیگری تحت حفاظت دولت یا مقامات کلیسایی درقرون وسطی قرار گیرد، از حق پناهجویی برخوردار شود. این حق که پیش از این توسط مصریها، یونانیان و عبریان به رسمیت شناخته شده بود، بعدها جزو سنت غربی‌ها شد. رنه دکارت، فیلسوف، ریاضی‌دان و فیزیک‌دان بزرگ عصر رنسانس به هلند گریخت، ولتر از نام‌دارترین فیلسوفان و نویسندگان فرانسوی به انگلیس و توماس هابز فیلسوف انگلیسی به فرانسه فرار کرد، زیرا هر کشوری محافظت برخی از خارجیان تحت تعقیب را می‌پذیرفت. مصری‌ها، یونانی‌ها و عبریان «حق پناهندگی» مذهبی را به رسمیت شناختند و از مجرمان (کسانی که متهم به جرم و جنایت شده بودند) در حدی به لحاظ قانونی محافظت می‌کردند.

## کنوانسیون پناهندگان ۱۹۵۱ (تعریف معاصر)
کنوانسیون پناهندگان ۱۹۵۱ اسناد قانونی اصلی است برای به رسمیت شناختن حق پناهندگی که اولاً با تصویب ۱۴۵ کشور عضو، اصطلاح پناهنده را تعریف می‌کند و ضمن مشخص کردن حقوق افراد آواره تعهدات قانونی دولت‌ها برای محافظت از آن‌ها را مشخص می‌کند. اصل کلیدی قانون بین‌المللی انسان دوستانه و اصل نان رفولمان (عدم استرداد، ممنوعیت اخراج، برگرداندن اجباری یا کوچ اجباری) است یعنی هیچ دولتی نمی‌تواند پناهنده‌ای را به کشور مبدأ که جان پناهنده در معرض خطر قرار می‌گیرد، بازگرداند. این در حال حاضر به عنوان قاعده‌ای از قوانین عام بین‌المللی محسوب می‌شود. در این حالت برخی دولت‌ها مبنا و پایه نان رفولمان را که در تعارض با حاکمیت دولت متبوعشان است و مانع می‌شود تا هر خارجی غیرقانونی را اخراج کنند، نادیده می‌گیرند.
کمیساریای عالی سازمان ملل برای پناهندگان به عنوان «نگهبان» کنوانسیون ۱۹۵۱ و پروتکل ۱۹۶۷ آن عمل می‌کند.
اعطای پناهندگی ممکن است در برخی کشورها تابع شرایط سنگینی باشد و راه حل تفاهم‌آمیز این مشکل سازمان ملل است که در همکاری بین‌المللی انجام می‌دهد و با توجه به اینکه کمیساریای عالی پناهندگان سازمان ملل متحد از وظیفه نظارت بر کنوانسیون‌های بین‌المللی برای حمایت از پناهندگان برخوردار است تشخیص می‌دهد که هماهنگی مؤثر اقدامات مقابله با این مشکل نیاز به همکاری دولت‌ها با کمیساریای عالی دارد.

## پناهندگی سیاسی مدرن
ماده ۱۴ اعلامیه جهانی حقوق بشر می‌گوید: «هرکس حق دارد برای جلوگیری از تعقیب از آزار و شکنجه از گرفتن حق پناهندگی در سایر کشورها برخوردار شود.» کنوانسیون ۱۹۵۱ ملل متحد دربارهٔ وضعیت پناهندگان و پروتکل ۱۹۶۷ مربوط به وضعیت پناهندگان همچنین قوانین ملی مربوط به پناهندگی سیاسی را دنبال می‌کند. براساس این توافقنامه یک پناهنده (یا در معرض سرکوب مستقیم قرار گرفته ویا عوامل زیست‌محیطی باعث پناهندگی اش شده) فردی است که در خارج از قلمرو کشور مادری اش (و اگر ملیت ندارد در محل اقامت دائمی اش) به دلیل ترس از آزار و اذیت تحت محافظت قرار می‌گیرد. دسته‌بندی‌هایی که از موقعیت حفاظت شده برخوردار می‌شوند عبارتند از نژاد و قومیت، قبیله، ملیت، مذهب، عقاید سیاسی و عضویت یا مشارکت در هر گروه خاص اجتماعی یا فعالیت‌های اجتماعی؛ که با تفسیر قربانیان واقعی آزار و شکنجه در برابر تعقیب کنندگانشان بر اساس اصل نان رفولمان (ممنوعیت اخراج، برگرداندن اجباری) که نباید به کشور مبدأ که جان پناهنده در معرض خطر قرار می‌گیرد، بازگردانده شوند، قانون بین‌الملل ایجاب می‌کند که پناهجویان از حفاظت بنیادین امنیت و بهبود وضعیت زندگی برخوردار باشند. این شامل حفاظت از هرگونه اخراج یا بازگشت به سرزمینی است که در آن، جان یا آزادی آن‌ها در معرض تهدید باشد (اصل نان رفولمان). این هم چنین رفتار با آن‌ها را طبق استانداردهای بنیادین انسان‌دوستانه شامل امنیتشان، که مهم‌تر از همه است، ایجاب می‌کند. این بخشی از قانون مرسوم و قانون متارکه (صلح یا آتش‌بس موقت) ملی به حساب می‌آید.
این مقررات و معیارهای پذیرفته شده به عنوان اصول و بخش اساسی کنوانسیون۱۹۵۱ ملل متحد در مورد وضعیت اخراج نشدن پناهندگان به کشور مبدأ می‌باشد.
از ۱۹۹۰ قربانیان آزار و شکنجه جنسی (که ممکن است شامل خشونت خانگی یا سرکوب سیستماتیک جنسیتی یا اقلیت جنسی باشند) در برخی کشورها به عنوان یک مقوله مشروع و قانونی برای دریافت اعطای پناهندگی پذیرفته شوند، و آن هنگامی است که متقاضیان پناهندگی اثبات کنند نمی‌توانند یا تمایلی به بازگشت به کشور مبداٰ به دلیل نداشتن حفاظت ندارند تا از حق پناهندگی از کشوری که پناه‌جو می‌پذیرد برخوردار شوند.